# 東美江
東 美江（あずま みえ、本名：矢崎ミツエ、1941年1月20日 - ）は、日本の女優、声優。東京俳優生活協同組合所属。東京都出身。デビュー当時の芸名は青柳 明子。

## 略歴
東京都立北園高等学校卒業。
小学生の頃から目立ちたがりで、その頃の将来の夢も女優だったという。高校卒業後、柳家金語楼に弟子入り。「金語楼劇団」の一員としてデビュー。
東俳劇団、金星プロダクション、NHK現代邦楽8期を経て、東京俳優生活協同組合に所属。

## 人物
声種はアルト。方言は甲州弁（甲府・塩山）。
特技は長唄。趣味・スポーツはテニス、登山、カラオケ、園芸。
免許・資格は中型自動車。

## 出演作品

### テレビアニメ
1966年
- おそ松くん[8]（松野十四松）

1967年
- おらぁグズラだど（凡太[9][10]）
- かみなり坊やピッカリ・ビー（次郎吉）
- 冒険ガボテン島（竜太[11]）
- 魔法使いサリー（太郎）

1968年
- 怪物くん
- 巨人の星（1968年 - 1971年）

1969年
- アタックNo.1[12]（石田松枝）
- ウメ星デンカ（タンコ星王子）

1971年
- 珍豪ムチャ兵衛

1972年
- アストロガンガー[13]（星カンタロー[要出典]）
- おんぶおばけ（珍念）
- 樫の木モック（イボンヌ、ドメンコ、猫）

1973年
- ど根性ガエル

1975年
- アンデス少年ペペロの冒険（アステコ[14]）
- 元祖天才バカボン
- みつばちマーヤの冒険（司令官）

1976年
- 母をたずねて三千里（パブロ・ガルシア）
- ポールのミラクル大作戦（岩石小僧、シャイアン、少年、サム）

1977年
- 家なき子
- 一発貫太くん（大山豪太）

1978年
- 科学忍者隊ガッチャマンII（少年、誠治）
- まんが日本絵巻

1980年
- トム・ソーヤーの冒険（ベン〈初代〉）

1981年
- 銀河鉄道999（ハンマー・レドリル）

1982年
- ダッシュ勝平（岡野、奥山 / スブリ[15]）

1987年
- エスパー魔美（深雪の母）

1988年
- それいけ!アンパンマン（かきくけこ）

1991年
- YAWARA!（1991年 - 1992年、四品川小百合、大森）
- わたしとわたし ふたりのロッテ（クシュテットナー先生）

1998年
- 男はつらいよ 〜寅次郎忘れな草〜（つね[16]）

### 劇場アニメ
1971年
- アタックNo.1 涙の不死鳥（石田松枝）

1980年
- 母をたずねて三千里

2000年
- 風を見た少年

### ゲーム
- YAWARA!2

### 吹き替え
- 紳士は金髪がお好き（ヘンリー・スポフォード三世〈ジョージ・ウィンスロウ〉）※フジテレビ版（HDリマスター版DVD収録）
- 新スタートレック（ガイナンの声）

### ラジオ
- 宇宙から来た少年
- 元気な子供

### テレビドラマ
- 新・愛の嵐（竹中）
- 相棒III
- あの日の僕をさがして
- うちの子にかぎって…（佐藤厚子）
- 男嫌い
- 金田一少年の事件簿 永久版（川村良子）
- はるちゃん4
- はみだし刑事情熱系
- 星の金貨
- 事件記者チャボ! 第19話（照子）
- オトコの居場所
- あんちゃん
- 冷たいのがお好き（火曜サスペンス劇場）
- 学問のススメ
- 卒業
- 渡る世間は鬼ばかり 第2シリーズ第28話（婦人客）

### 特撮
- ウルトラQ（銀行事務員）
- 勝手に!カミタマン（一つ目小僧の声）
- ぐるぐるメダマン（ピーナッツアライの声）
- スーパー戦隊シリーズ
  - 秘密戦隊ゴレンジャー（鉄ヘビ仮面の声）
  - 忍風戦隊ハリケンジャー（老婆）
- UFO大戦争 戦え! レッドタイガー（チビQ〈声〉 他）

### 吹き替え
- 新スタートレック（ガイナンの声）
- スタートレック:ピカード（ガイナンの声）

### その他
- たのしい工作（アシスタント）※青柳明子名義
- こどもにんぎょう劇場「ききみみずきん」

## シングル
- 冒険ガボテン島（1967年）